# Эйнсуорт-Дэвис, Джон
Джон Кре́йгтон Э́йнсуорт-Дэ́вис (англ. John Creyghton Ainsworth-Davis; 23 апреля 1895, Аберистуит — 3 января 1976, Стокленд) — британский валлийский легкоатлет, специалист по бегу на короткие дистанции. Выступал на соревнованиях в начале 1920-х годов, чемпион летних Олимпийских игр в Антверпене в программе эстафеты 4 × 400 м. Также известен как врач, хирург-уролог.

## Биография
Джон Эйнсуорт-Дэвис родился 23 апреля 1895 года в городе Аберистуит графства Кередигион, Уэльс. Учился в школе в Лондоне.
Во время Первой мировой войны находился в звании капитана в Пехотной бригаде, участвовал в боевых действиях в Египте, позже был зачислен пилотом в Королевский лётный корпус.
Учился в Кембриджском университете и одновременно с этим серьёзно занимался лёгкой атлетикой, в первую очередь бегом. Долгое время оставался в тени своего более успешного соотечественника Гая Батлера, единственный раз показал сколько-нибудь значимый результат на университетских соревнованиях в 1920 году, когда финишировал третьим в беге на четверть мили.
Благодаря череде удачных выступлений удостоился права защищать честь страны на летних Олимпийских играх 1920 года в Антверпене — в составе команды, куда также вошли Сесил Гриффитс, Роберт Линдси и Гай Батлер, бежал третий этап эстафеты 4 × 400 м и завоевал в этой дисциплине золотую медаль — британцы обогнали всех своих соперников. Изначально для него планировалось только участие в эстафете, но в связи с болезнью Сесила Гриффитса ему позволили пробежать дистанцию 400 метров в личном зачёте — в итоге он занял здесь пятое место.
После окончания университета проходил медицинскую практику в Госпитале Святого Варфоломея, одновременно с этим вынужден был финансово помогать семье — подрабатывал музыкантом, играя в группе в одном из фешенебельных ночных клубов. В таких обстоятельствах у него совсем не оставалось времени на занятия спортом, в 1921 году на чемпионате британской Атлетической любительской ассоциации (ААА) он занял четвёртое место в беге на 440 ярдов и на этом фактически завершил спортивную карьеру.
Впоследствии стал довольно уважаемым врачом, специалистом в области урологической хирургии, в частности занимал должность секретаря в Королевском медицинском обществе. В ходе Второй мировой войны возглавлял хирургическое подразделение Королевских военно-воздушных сил Великобритании, базировавшееся в госпитале в Косфорде. В 1958 году был назначен секретарём и президентом Хантеровского общества.
Умер 3 января 1976 года в деревне Стокленд графства Девон в возрасте 80 лет.